# Jacques Papy
 (septembre 2015).
Si vous disposez d'ouvrages ou d'articles de référence ou si vous connaissez des sites web de qualité traitant du thème abordé ici, merci de compléter l'article en donnant les références utiles à sa vérifiabilité et en les liant à la section « Notes et références ».
Jacques Papy, né à Foix le 28 mars 1908 et mort à Paris 15e le 30 avril 1968, est agrégé d'anglais et traducteur français. Il enseigna à Paris au lycée Buffon.

## Biographie
Il est connu pour sa traduction d’Alice au pays des merveilles de Lewis Carroll pour les éditions Jean-Jacques Pauvert.
Il a aussi traduit L'Île au trésor de Robert Louis Stevenson, Oliver Twist de Charles Dickens, Carmilla de Sheridan Le Fanu, Winnie l'ourson d'A. A. Milne, des romans de John Steinbeck, de Morris West, d'Alfred Bester et de Norman Lewis, de nombreuses nouvelles d'Ambrose Bierce, de Fredric Brown et de Fitz James O'Brien.
Jacques Papy fut en outre le principal traducteur en français de H. P. Lovecraft. Ses traductions de Lovecraft ont été complétées par Simone Lamblin pour la parution de l'intégrale aux éditions Robert Laffont. Dans le but de faciliter la réception de l'écrivain américain, Papy avait réduit, dans sa traduction, la taille[pas clair] des longues phrases lovecraftiennes. Il est aussi l'auteur de plusieurs anthologies dans le domaine du fantastique.
Il a également signé les traductions des romans policiers de Vera Caspary aux Presses de la Cité et de plusieurs titres de romans noirs à la Série noire.

## Traductions
- Les Confessions d'un fanatique (The Private Memoirs and Confessions of a Justified Sinner) de James Hogg, Lausanne, Éditions Marguerat, 1948 ; réédition sous le titre Les Confessions d'un fanatique ou Mémoires intimes et confessions d'un pécheur justifié, Rennes, Terre de brume, collection « Terres fantastiques », 1998.
- Alice au pays des merveilles, 1961.
- Carmilla, 1961.
- Terminus, les étoiles, 1958.

## Anthologie
- Histoires d'outre-monde, Casterman, « Autres temps, autres mondes », 1966.
- Nouvelles histoires d'outre-monde, Casterman, « Autres temps, autres mondes », 1967.
- Vingt pas dans l'au-delà, Casterman, « Autres temps, autres mondes », 1970.

## Sources
- Joseph Altairac, « Traduction. Lovecraft a-t-il été traduit ? - à propos des traductions chez Denoël », dans S. T. Joshi, Jean-Luc Buard et Joseph Altairac, Clefs pour Lovecraft, Amiens, Encrage, coll. « Cahier d'études lovecraftiennes » (no 2), 1990, 158 p. (ISBN 2-906389-23-4), p. 154-158.
- Jean Cocteau, Le Passé défini, Paris, Gallimard, 1983.